# 道山駅
道山駅（トサンえき）は、大韓民国光州広域市光山区道山洞にある光州都市鉄道1号線の駅である。駅番号は118。

## 駅構造

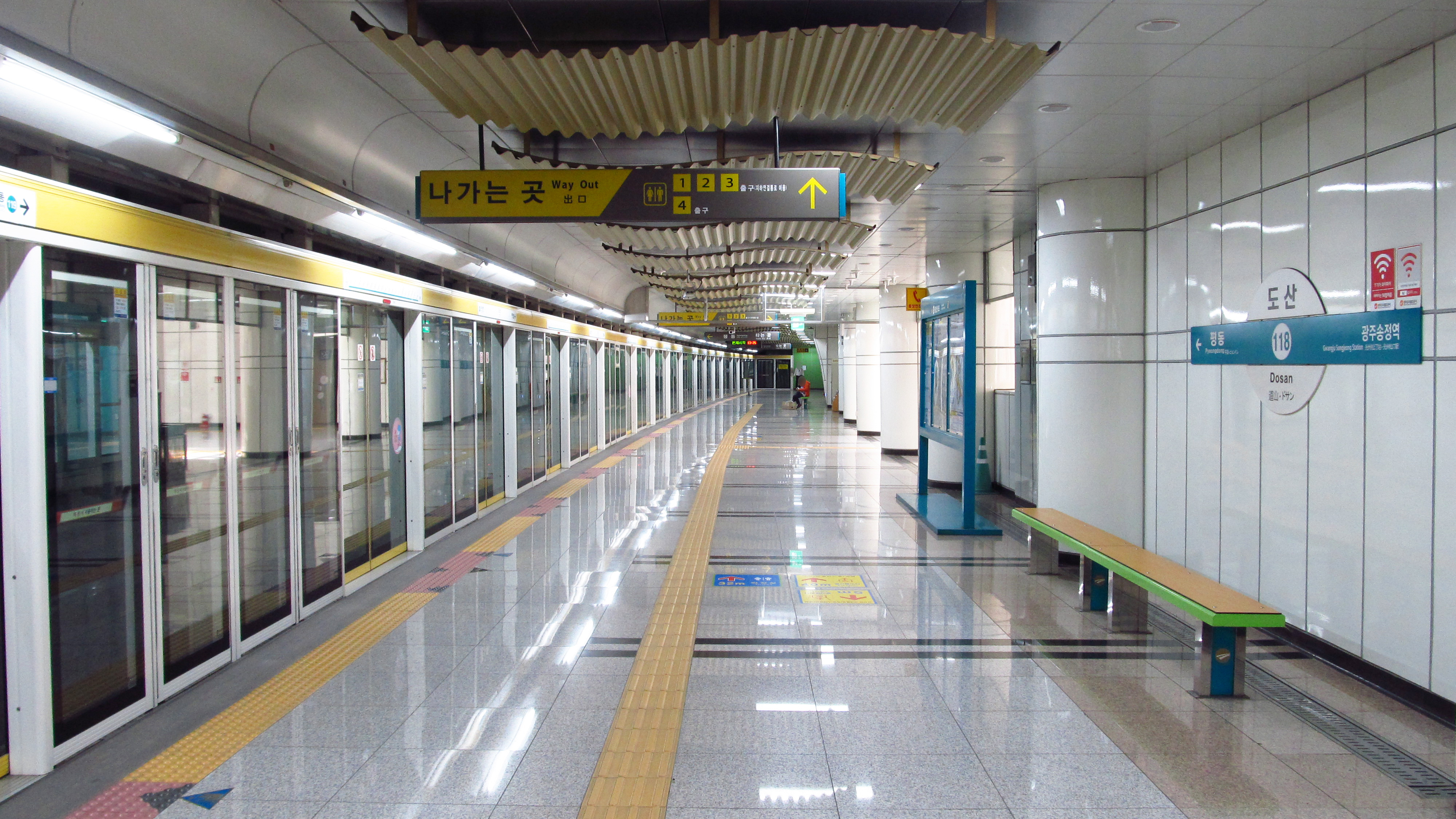
ホーム

- 相対式ホーム2面2線の地下駅。

## 駅周辺
- 松汀初等学校
- 松汀西初等学校
- 道山洞住民センター
- 韓国石油品質管理院 湖南支社
- 道山初等学校

## 歴史
- 2008年4月11日 - 開業。

## 隣の駅
光州交通公社
1号線
光州松汀駅駅 (117) ‐  道山駅 (118) - 平洞駅 (119)